# Bronzehelme von Biebesheim

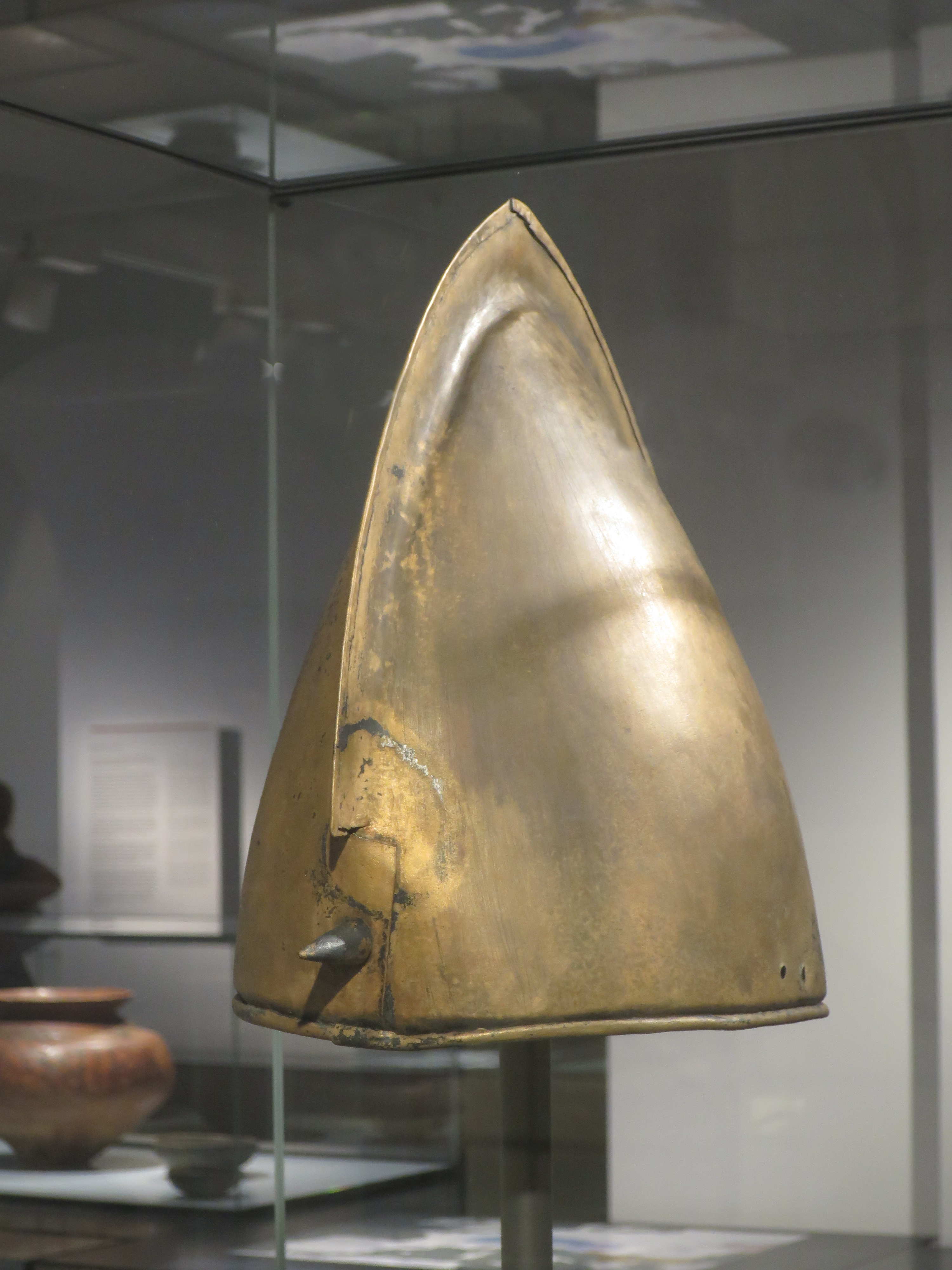
Einer der beiden Helme von Biebesheim

Die Bronzehelme von Biebesheim sind zwei Bronze-Helme aus der Zeit der Urnenfelderkultur/späten Bronzezeit und sehr seltene archäologische Fundstücke. Sie werden heute im Hessischen Landesmuseum Darmstadt aufbewahrt.

## Fundsituation
Die Helme kamen 1963 westlich der hessischen Gemeinde Biebesheim am Rhein in den Ablagerungen eines Altarms des Rheins in 8 bis 9 m Tiefe beim Abbaggern von Kies zu Tage. Sie lagen etwa 6 m voneinander entfernt.

## Die Helme
Die Helme bestehen aus dünn ausgetriebenem Bronzeblech, sind 27,9 und 26,1 cm hoch und haben einen Durchmesser von ca. 21 und 19,5 cm. Sie sind aus jeweils zwei Halbschalen zusammengesetzt, die entlang des Helmkamms überlappend zusammengenietet sind. Der Kamm und Sporne an Vorder- und Rückseite bilden die wesentliche Dekoration der ansonsten glatt gearbeiteten Helme. Löcher an der Krempe der Helme dienten dazu, Kinnriemen zu befestigen.

## Bewertung
Wahrscheinlich handelt es sich um Depotfunde und die Helme wurden als Opfergaben im Fluss versenkt. Datiert werden sie in die späte Bronzezeit 1200–1100 v. Chr. Solche Helme waren auch damals sehr selten und prestigeträchtige Ausrüstungsstücke, die einer kleinen Führungsschicht vorbehalten waren.